# Prolina-racemase
Prolina-racemase é uma enzima que catalisa a reação química :L-prolina {\displaystyle \rightleftharpoons } D-prolina. Esta enzima possui dois substratos L- e D-prolina, e dois produtos, D- e L- prolina. Participa no metabolismo da arginina e prolina. A enzima catalisa a interconversão de L- e D-prolina em bactérias.